# KTH/NADA
KTH/NADA KTH (Kungliga Tekniska högskolan) Nada (Numerisk Analys och DAtalogi) var den institution i Stockholm som företräder de fyra akademiska ämnena numerisk analys, datalogi, människa–datorinteraktion, samt medieteknik och grafisk produktion.
Efter en omorganisation 2005 uppgick NADA i Skolan för datavetenskap och kommunikation (CSC), vilken i sin tur senare uppgick i Skolan för elektroteknik och datavetenskap.
NADA räknade sitt ursprung som institution till den professur i numerisk analys som inrättades 1963. Germund Dahlquist var dess förste innehavare.